# Szabadság Népe
A Szabadság Népe (olaszul: Il Popolo della Libertà, rövidítése: PdL) egy olaszországi jobbközép párt volt 2009 és 2013 között.
A párt hivatalosan 2009. március 29-én alakult meg, két jobboldali párt egyesülésével: a Silvio Berlusconi vezette keresztény konzervatív és liberális Forza Italiával és a nemzeti konzervatív Gianfranco Fini vezette Nemzeti Szövetséggel.

## Története

### A párt létrejötte (2006-2008)
A közös jobbközép pártszövetség ötlete a 2006-os választási bukás után merült, fel amikor Romano Prodi vezetésével megalakult egy balközép kormány. 2006. május 16-án Silvio Berlusconi elhagyta a Chigi Palotát, ekkor felvetette, hogy egy éven belül meg fogja alakítani a Partito della Libertá (Szabadság Pártja) nevű jobbközép szövetséget.
Ugyanakkor ez év július 18-án Gianfranco Fini a Nemzeti Szövetség elnöke, a párt végrehajtó bizottságával benyújtotta tagfelvételi kérelmét az Európai Néppártba, mint a jobbközép egyetlen pártja azzal a céllal, hogy a 2009-es európai parlamenti választáson már indulni tudjon.
2006 októberétől Silvio Berlusconi célja volt, hogy a jobbközép pártszövetséget hivatalossá tegye, október 29-én a Lombardiában található Arconateben levő tüntetésen bejelentette, hogy december 2-án együtt fognak tüntetni a Nemzeti Szövetséggel a kormány politikája ellen. A decemberi tüntetésen Berlusconi szerint 2 millión vettek részt.
A jobbközép pártszövetség neve 2007. december 12-én lett az Il Popolo della Libertá (A Szabadság Népe), miután a december 2-án megtartott tüntetésükön Silvio Berlusconi kérte a párt szimpatizánsait, hogy válasszanak nevet a szövetségnek.

### 2008: A választási lista létrejötte
2008. február 27-én a Nemzeti Szövetség és a Forza Italia aláírta a Szabadság Népe koalíciós egyesülést, ami 2014. július 31-ig szólt. A szerződés tartalmazta, hogy az így létrejövő koalíció mindkét párt vezetésével fog működni illetve hogy közös parlamenti frakcióban lesznek a következő törvényhozási időszaktól.
2008. február 29-én nyilvánossá tették választási programjukat, aminek 7 főpontja volt: gazdasági fejlődés újbóli beindítása, családok támogatása, jobb közbiztonság, jobb igazságszolgáltatás, bürokrácia csökkentés, dél-olasz tartományok fejlesztése és a föderalizmus.

### 2008-as választások és a 4. Berlusconi-kormány
2008. április 13-14-én tartották a választásokat, ami a Silvio Berlusconi vezette jobbközép Szabadság Népe szövetség az Északi Ligával és a Mozgalmak az Autonómiáért párttal együtt 46%-kal megnyerte a választásokat, szemben a balközép Walter Veltroni vezette Demokrata Párttal.
A 21-ből 17 miniszteri tárcát kapott a koalíció, 3 tárcát az Északi Liga.
A párt 2009. március 27-29-én Rómában tartott első kongresszusán válik hivatalossá.

### 2009-es európai parlamenti választások és helyhatósági választások
A 2009-es európai parlamenti választáson a párt 35,26%-ot ér el, nem érik le a kívánt 40%-ot. Ezzel az eredménnyel a párt szavazatok száma alapján az ország első pártjává válik, a Demokrata Párt 26,13%-ot ér el. A PdL 29 európai parlamenti képviselőt küldött, akik az Európai Néppárt frakciójába kerültek.
Az ez évi helyhatósági választásokon néhány olyan várost nyertek meg, amit eddig a balközép pártok vezettek, mint Velence, Milánó, Piacenza, Nápoly és Bari.

### A párt első belharcai
2009 novemberében lemondott Gianfranco Micciché a közszolgáltatásokért felelős államtitkár, a párt szicíliai politikusa és Fini támogatóival megalakítja a PdL Sicilia pártot. Azzal vádolta Berlusconit, hogy cserben hagyta a dél-olasz szavazókat.
2009. december 1-én Fini keményen kritizálta Berlusconit egy magánbeszélgetés során. A miniszterelnököt azzal vádolta, hogy az üzletemberi szerepét összetéveszti a miniszterelnökségével és emiatt teljhatalmat akar magának.
2010-ben egyszerre helyhatósági és regionális választásokat tartottak. A párt megnyeri a 20-ból 11 tartomány kormányzóságát.

### Rubi-ügy, 2011-es helyhatósági és regionális választások
2011. január 14-én a Rai 1 TG1 hírműsorában nyilvánosságra került a Rubi-ügy. Amiben egy prostituált elmondta, hogy 2010 májusában járt Berlusconi villájában. Ezt követően Silvio Berlusconit azzal vádolta meg az ügyészség, hogy házában rendszeresen voltak prostituáltak, ezek közt az akkor 17 éves illegális marokkói bevándorló Karima el-Marufg is ott volt, aki Ruby Rubacuori néven volt prostituált. Az akkori miniszterelnök ellen nyomozást indítottak zsarolás és kiskorú prostitúcióra való kényszerítésének vádjával.
A botrány beárnyékolta a 2011-es olaszországi helyhatósági választások eredményét: a hagyományosan jobboldali Milánónak demokratapárti jelöltje lett a polgármester, Nápoly és Cagliari esetében is a baloldali jelölt győzött fölényesen az első fordulóban.
2011 októberében a párt jelöltje nyerte Moliseben a regionális választást szoros küzdelemben: Michele Iorio 0,79%-kal több szavazatot kapott a baloldali Paolo Di Laura Fratturával szemben.

### Silvio Berlusconi lemondása
2011-ben Olaszországban az államadósság már nehezen volt finanszírozható, 116,5%-os, ami 1,5 milliárd euró volt.
2011. november 12-én lemondott Silvio Berlusconi, miután a 2012-es költségvetési törvényt jóváhagyták. A törvényt ugyanis nem a parlament abszolút többsége szavazta meg, az ellenzék bizalmatlansági indítványt is tervezett indítani ellene. A költségvetési törvény része egy megszorító csomag is, amivel a gazdasági válságból szándékozott volna kilépni az ország.

### Monti – kormány tagjaként
2011. november 16-án Mario Monti lett az új kormányfő, aki egy szakértői kormányt hozott létre, a kormánykoalíció része lett a párt, az Északi Liga és az Értékek Olaszországa vonult csak ellenzékbe.

## Választási eredmények
|             | Szavazatok száma | %          | Mandátumok száma |     |
| 2008        | Alsóház          | 13.642.742 | 37,38            | 276 |
| Szenátus    | 12.678.790       | 38,17      | 146              |     |
| Európa 2009 | 10.807.327       | 35,26      | 29               |     |
| Régiók 2010 | 5.994.741        | 26,74      | 176              |     |
| 2013        | Alsóház          | 7.332.972  | 21,56            | 98  |
| Szenátus    | 6.829.587        | 22,30      | 98               |     |